# Svenska Journalen
Svenska Journalen är en tidning som ges ut av Läkarmissionen. Det var från början en kristen veckotidning, grundad 1925 av Nils Ekberg. 1953 köptes den upp av Harry Lindquist som slog ihop den med sin tidning Hemmet och familjen. Efter ett upprop i tidningen år 1958 startades Läkarmissionen vars första officiella namn var Stiftelsen Svenska Journalens Läkarmission och hjälpverksamhet. År 1960 blev Svenska Journalen en månadstidning. Tidningen var mellan åren 2002 och 2010 ett månadsmagasin i den kristna dagstidningen Dagen med reportage, intervjuer och notismaterial. Numera fungerar Svenska Journalen som medlems- och organisationstidning till Läkarmissionens givarkrets och utkommer fem gånger per år. Tidningen bjuder framförallt på längre reportage med bilder och ögonvittnesskildringar från Läkarmissionens biståndsinsatser men innehåller också inslag som krönikor, korsord och notiser av olika slag.
Tidningen lanserade på 1920-talet skivmärket "Tal och ton" och en av de första artisterna som gjorde en inspelning på denna etikett var Lapp-Lisa.

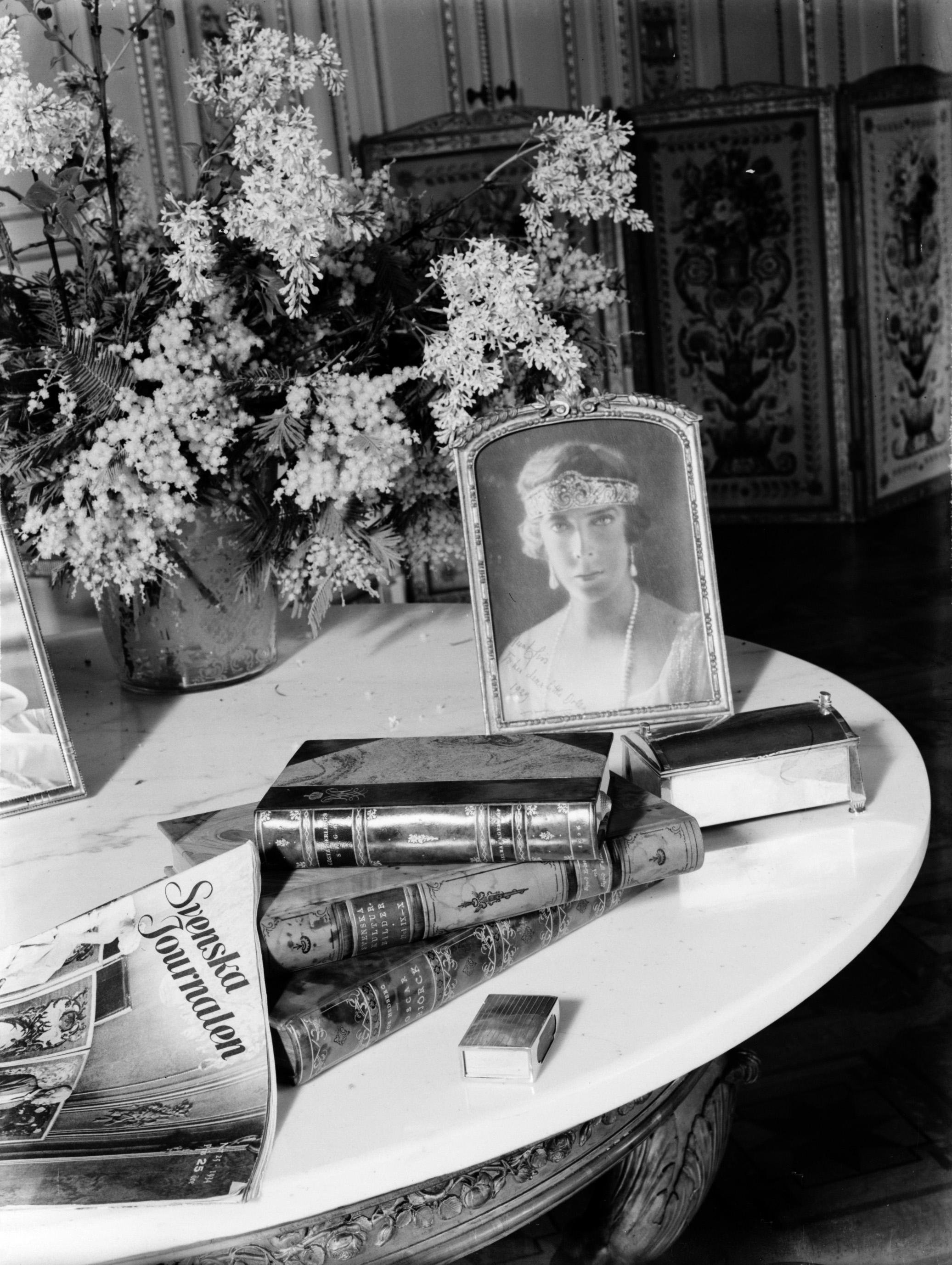
Ett exemplar av Svenska Journalen liggande på bordet i Schloss Laken.

Tidningen var den första svenska tidningen som publicerade Kalle Anka i serieform  och var bland de allra första tidningarna med kontaktannonser.
Sedan starten i Svenska Journalen 1958 har Läkarmissionen vuxit till en av Sveriges äldsta och största biståndsorganisationer. Läkarmissionen hjälper nödlidande människor i 35-talet länder, främst i Afrika. Gatubarn, sjukhus och kliniker i fattiga områden, läs- och skrivkurser för analfabeter, vattenprojekt och akuta katastrofinsatser är bara några exempel.

## Redaktörer och ansvariga utgivare
Redaktörer har varit:
- Nils Ekberg (1925–1946)
- Frank Mangs (1946–1952)
- Erland Sundström (våren 1953)
- Sven Svensson (1953–1969)
- Assjah Riewesel (1962–1967)
- William Rigmark (1969–1975)
- Ivar Lundgren (1976–1979)
- Ruben Baggström (1979–1981)
- Berndt Sehlstedt (1982–1989)
- Gunilla Hjelmåker (1989–1991)
- Jan Alfredsson (1991)
- Conny Sjöberg (1991–2000)
- Berthil Åkerlund (2000–2002)
- Marlene W. Antonson (2002–2005)
- Ann-Sofi Roberntz (2005–2006)
- Ann Jonsson (2006–).

Ansvarig utgivare har varit:
- Nils Ekberg (1925–1952)
- Harry Lindquist (1952–1979)
- Ivar Lundgren (1979–1981 och 1986–1991)
- Dan Olofsson (1982–1983)
- Berndt Sehlstedt (1984–1986)
- Conny Sjöberg (1991–2002)
- Daniel Grahn (2002–2007)
- Elisabeth Sandlund (2007–2010).